# Corani-See

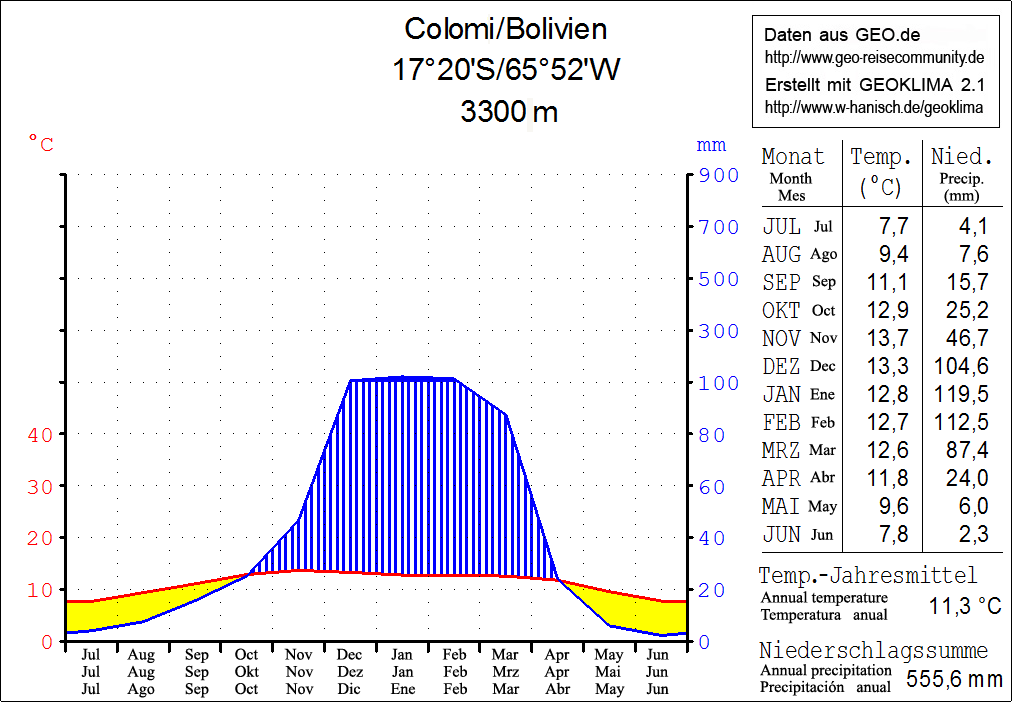
Klimadiagramm Colomi

Der Corani-See (spanisch: Laguna Corani) ist eine rund 18 km² große Talsperre im südamerikanischen Anden-Staat Bolivien.

## Lage
Der Corani-See liegt in einem der Hochtäler der bolivianischen Cordillera Oriental auf halbem Wege zwischen Altiplano und Chapare-Tiefland. Er hat eine Größe von etwa 18 km² und erstreckt sich über eine Länge von 9,5 km und eine maximale Breite von 2,2 km. Der See gehört zum Municipio Colomi und liegt in der Provinz Chapare im Departamento Cochabamba.

## Verkehrsnetz
Entlang des Ostufers führt die Nationalstraße Ruta 4, die mit einer Länge von 1657 km das gesamte Land in West-Ost-Richtung durchquert. Die Straße beginnt im Westen bei Tambo Quemado an der chilenischen Grenze, passiert Cochabamba und Sacaba und erreicht nach 430 km die Stadt Colomi am Südrand des Corani-Sees. Die Straße führt dann weiter in östlicher Richtung über Santa Cruz nach Puerto Suárez im brasilianischen Grenzgebiet.

## Klima
Das Klima der Region ist gemäßigt und ein typisches Tageszeitenklima, bei dem die Temperaturschwankungen zwischen Tag und Nacht stärker ausfallen als zwischen der kalten und warmen Jahreszeit.
Die mittlere Durchschnittstemperatur der Region beträgt knapp 11 °C (siehe Klimadiagramm Colomi), die Monatswerte schwanken dabei nur unwesentlich zwischen 8 °C im Juni/Juli und knapp 14 °C im November. Der Jahresniederschlag beträgt rund 550 mm, bei einer ausgeprägten Trockenzeit von Mai bis September mit Monatsniederschlägen unter 15 mm, und einer kurzen Feuchtezeit von Dezember bis Februar mit 90 bis 120 mm Monatsniederschlag.

## Bedeutung
Der See versorgt die 50 km entfernte Stadtregion Cochabamba mit Trinkwasser und Elektrizität, außerdem ist der See ein beliebtes Ausflugsziel für Angler und Wanderer.